# Linda Achberger
Linda Achberger (* 27. August 1992 in Hörbranz) ist eine österreichische Autorin.

## Leben
Achberger studierte nach der Matura im Jahr 2010 an der Universität Innsbruck Germanistik und Geografie. Seit 2015 absolviert sie am Deutschen Literaturinstitut Leipzig ein Masterstudium im Fach Germanistik mit Schwerpunkt Literaturwissenschaft.
Neben Texten für Literaturzeitschriften und Anthologien schrieb sie 2014 ein Kurzhörspiel für den ORF und für das Bregenzer Theater Kosmos zwei Kurzdramen.
Achberger ist Mitglied im Autorenverband Literatur Vorarlberg und in der Grazer Autorinnen Autorenversammlung.

## Publikationen (Auswahl)
- X wie Xylophon. In: Jung, schön, erfolgreich. Skarabäus Verlag, Innsbruck 2010, ISBN 978-3-7082-3285-0
- Luisa. ORF-Kurzhörspiel, 2011.
- Rötliche Tage. In: Die Türen des Tages. Skarabäus Verlag, Innsbruck 2012, ISBN 978-3-7082-3300-0
- 14 tagende Momente. In: Miromente, Nr. 38, Dornbirn-Wien, 2014.
- Beerenhände. In: V#30. Das bin endlich ich. Literatur Vorarlberg, Feldkirch, 2014.
- Mischa & Lewin. In: Im Westen nichts Neues? Hecht-Verlag Hard, 2014.
- Was wir wirklich wollten. Kurzdrama für Theater (Uraufführung am 21. März 2014 am Theater Kosmos, Bregenz; Regie: Stefan Pohl)
- U1. In: Petra Rainer: Unsere Fabrik. Our factory. Bucher Verlag, Hohenems; Wien; Vaduz 2015, ISBN 978-3-99018-277-2
- Arjana & David. In: In der Nacht. Literaturpreis 2015. Bezirk Schwaben, Wißner-Verlag, Augsburg 2015, ISBN 978-3-95786-051-4
- Wir brauchen doch keine Bienen, um uns zu bestäuben. Kurzdrama für Theater (Uraufführung am 3. November 2016 am Theater Kosmos, Bregenz; Regie: Christian Himmelbauer.)

## Ehrungen
- 2011: 1. Preis sprichcode in der Kategorie „Literatur“
- 2013: Vorarlberger Literaturstipendium
- 2015: Sonderpreis „Junge Autoren unter 25“, Schwäbischer Literaturpreis